# Gelbschenkel-Kernbeißer
Der Gelbschenkel-Kernbeißer (Mycerobas affinis) ist eine Art aus der Unterfamilie der Stieglitzartigen. Die Art kommt ausschließlich in Asien vor. Die IUCN stuft den Gelbschenkel-Kernbeißer als nicht gefährdet (least concern) ein.

## Erscheinungsbild

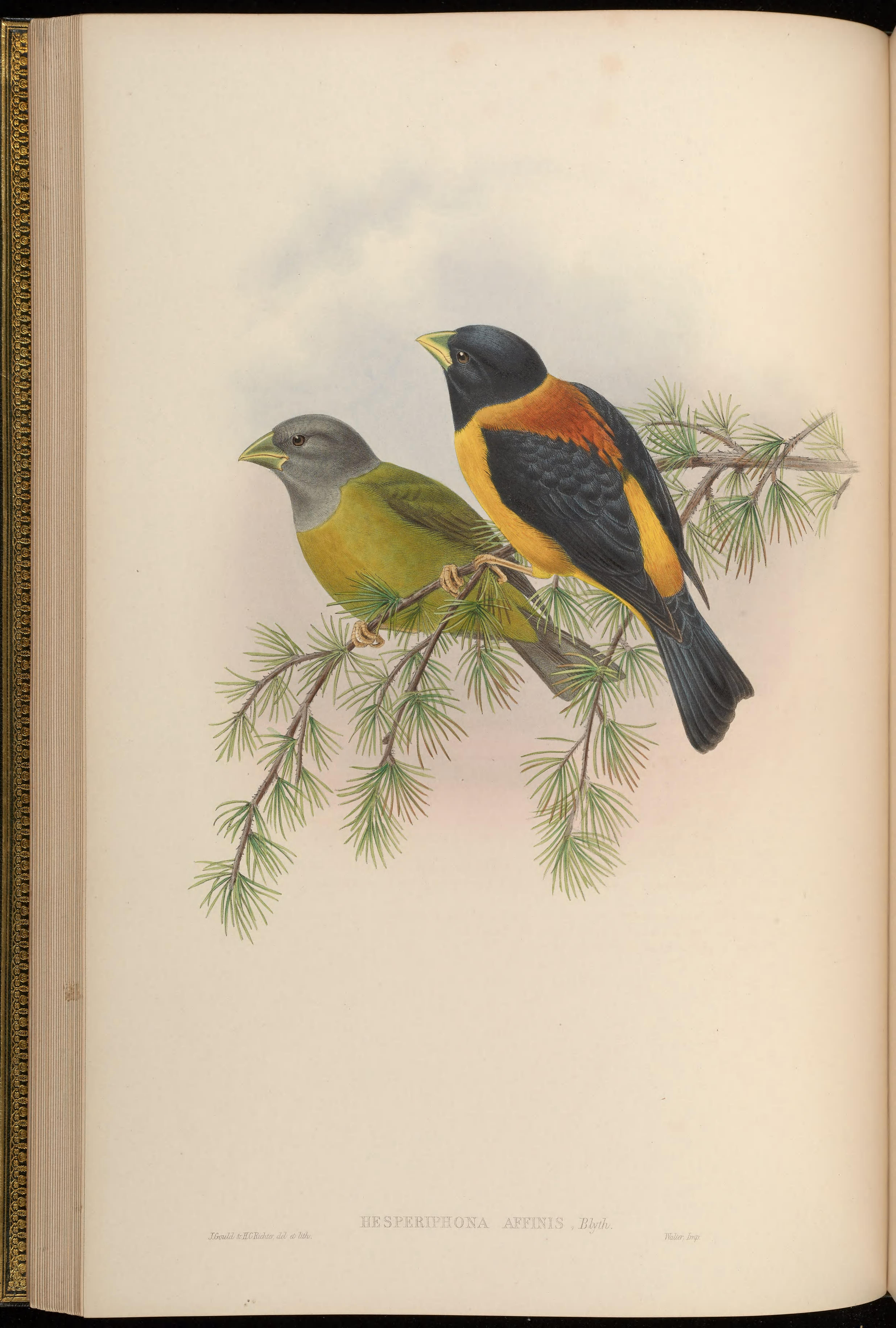
Gelbschenkel-Kernbeißer, Illustration

Der Gelbschenkel-Kernbeißer erreicht eine Körperlänge von 22 bis 24 Zentimetern. Die Männchen ähneln denen des Goldkernbeißers, allerdings sind beim Gelbschenkel-Kernbeißer die schwarzen Gefiederpartien ausgedehnter.
Das Männchen des Gelbschenkel-Kernbeißers hat einen schwarzen Kopf. Das Schwarz dehnt sich dabei bis zur vorderen Brust aus. Auch die Flügel sowie der Schwanz sind schwarz. Die übrigen Körperpartien sind leuchtend gelb. Die Weibchen sind dagegen deutlich unscheinbarer gefärbt. Ihr Gefieder ist fast einfarbig olivgrün. Auf der Körperunterseite sowie im Nacken ist das Gefieder gelblich überhaucht. Die Schwingen und der Schwanz sind beim Weibchen gleichfalls schwarz. Beide Geschlechter haben rotbraune Augen.

## Lebensweise
Das Verbreitungsgebiet des Gelbschenkel-Kernbeißers reicht vom Norden Pakistans über den Norden Indiens und Tibets bis nach Yunnan im Südwesten Chinas. Das Verbreitungsgebiet weist Überlappungen mit dem des Goldkernbeißers auf. Es ist jedoch vor allem in China deutlich größer. Wie der Goldkernbeißer ist auch der Gelbschenkel-Kernbeißer eine Art der Höhenlagen. Er kommt gewöhnlich in Höhen zwischen 2.500 und 4.000 Metern vor. Sein Lebensraum sind Wälder und Buschland mit einem Bestand an Kiefern, Fichten, Birken, Wacholder und Rhododendron. Während des Winterhalbjahrs hält er sich in niedrigeren Höhenlagen auf und wandert dann bis nach Myanmar und in den Norden von Thailand.
Das Nest ist napfförmig. Das Gelege umfasst zwei bis vier Eier. Es brütet allein das Weibchen. Die Brutdauer beträgt dreizehn bis vierzehn Tage. Die Jungvögel sind nach 17 bis 18 Tagen flügge, was für einen Stieglitzartigen verhältnismäßig lang ist.

## Belege

### Weblink
- Mycerobas affinis in der Roten Liste gefährdeter Arten der IUCN 2013.2. Eingestellt von: BirdLife International, 2012. Abgerufen am 3. Januar 2014.